# هیروکی اوموری
هیروکی اوموری (انگلیسی: Hiroki Omori؛ زادهٔ ۲۶ ژوئیهٔ ۱۹۹۰) بازیکن فوتبال اهل ژاپن است.